# ألترا بانافيجن 70

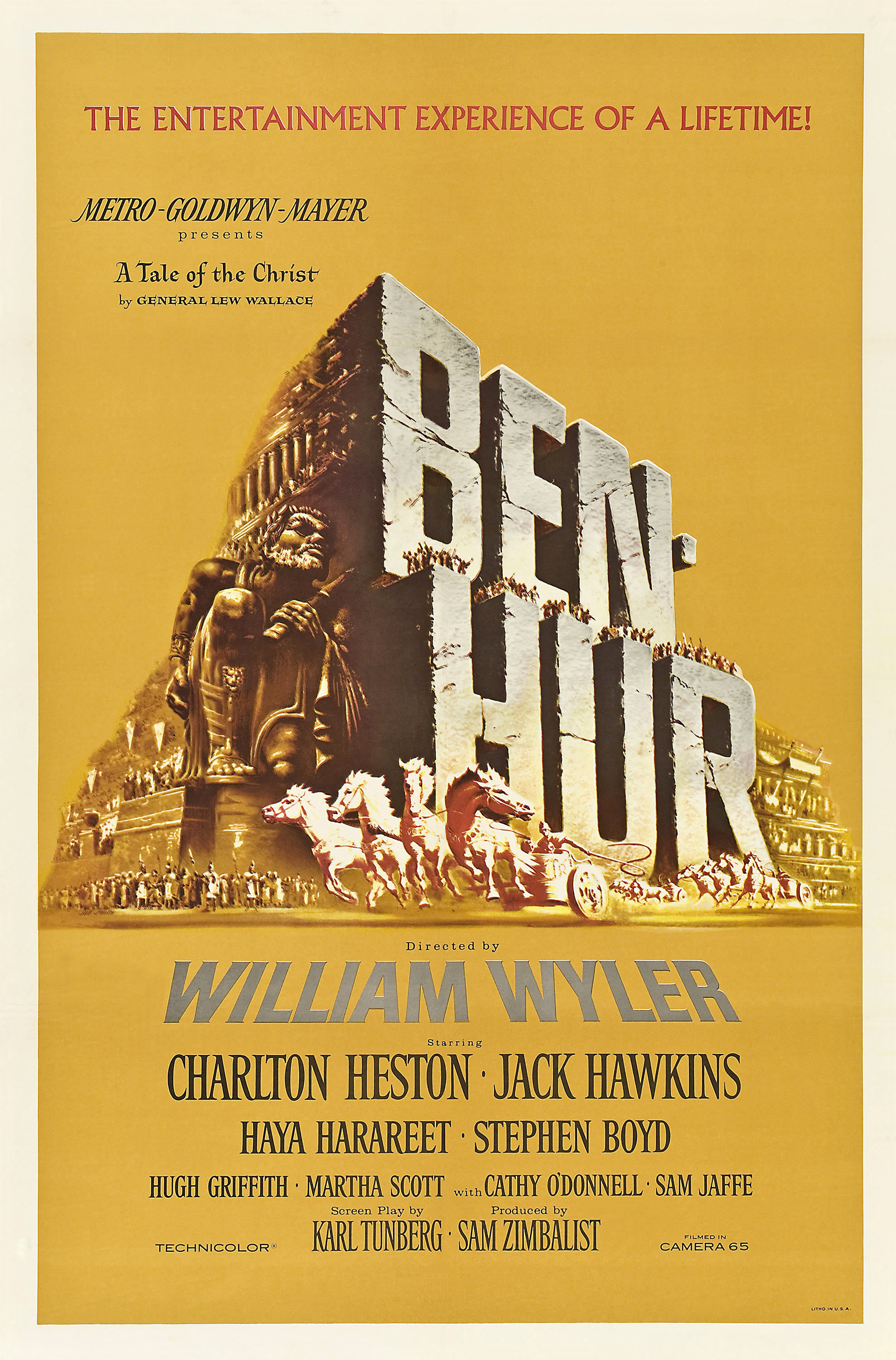

ألترا بانافيجن (بالإنجليزية: Ultra Panavision 70)‏ هو الاسم التجاري الذي حملته الأفلام التي صوِّرت خلال الفترة من عام 1957 حتى عام 1966 باستعمال عدسات التصوير السينمائي المُحوِّرة على الأفلام من قياس 65 مم، والتي اخترعتها وطوَّرتها شركة بانافيجن الأمريكية. صوِّرت هذه الأفلام بمعدَّل عرض قدره 24 ثانية لكل إطار باستعمال عدسات التصوير المُحوِّرة. عملت عدسات ألترا بانافيجن 70 المُحوِّرة على ضغط الصورة بمقدار 1.25 مرة ما يعطي عرضًا بصورة باعيَّة تصل إلى 2.76:1 حيث يعمل النظام عبر استخدام فيلم سالب من قياس 65 مم، وفيلم موجب من قياس 70 مم، للحصول على صورة عريضة.

## أمثلة
الأفلام الآتية كمثال صوِّرت إمَّا بعدسات ألترا بانافيجن 70 أو كاميرا 65:
- «مقاطعة رينتري» (1957).
- «بن هور» (1959).
- «كيف غلب الغرب» (1962).[2]
- «إنه عالم مجنون مجنون مجنون مجنون» (1963).[3]
- «الخرطوم» (1966).[4]
- «الحاقدون الثمانية» (2015) – للمخرج كوينتن تارانتينو وهو أول فيلم يتم تصويره بهذا النظام منذ فيلم «الخرطوم» (1966).[5][6]